# Dorfkirche Żukowo
Die Dorfkirche im polnischen Żukowo (deutsch Suckow) ist ein spätgotisches, in Ziegel- und Feldsteinbauweise errichtetes Gotteshaus mit dreiseitigem Chorabschluss und massivem Westturm.

## Geographische Lage
Żukowo ist ein Dorf südöstlich von Sławno (Schlawe), das an der Grenze zwischen den Woiwodschaften Westpommern und Pommern (früher Kreisgrenze Schlawe und Rummelsburg) liegt. Eine Nebenstraße zweigt in Pomiłowo (Marienthal), zwei Kilometer südlich von Sławno, von der Woiwodschaftsstraße 205 ab und führt über Gwiazdowo (Quäsdow) nach Żukowo. Die nächste Bahnstation ist das sieben Kilometer entfernte Korzybie (Zollbrück) am Kreuzungspunkt der Staatsbahnlinien Nr. 212 (Lipusz (Lippusch) – Bytów (Bütow) – Korzybie), Nr. 405 (Piła (Schneidemühl) – Szczecinek (Neustettin) – Miastko (Rummelsburg (Pommern)) – Słupsk (Stolp) – Ustka (Stolpmünde)) und Nr. 418 (Darłowo (Rügenwalde) – Sławno – Korzybie).

## Baubeschreibung/-geschichte
Die Kirche von Żukowo liegt weithin sichtbar auf dem Kirchberg, umgeben von alten Laubbäumen und dem alten Friedhof. Der mächtige Turm ist wahrscheinlich der älteste Teil der Kirche. Wie das Langhaus ist er mit Schindeln gedeckt, seine Spitze bilden zwei übereinandergesetzte Hauben.
Der Schlosshauptmann von Krangen (Krąg) Adam von Podewils (1617–1696), seine Ehefrau Klara von Zitzewitz-Varzin (1612–1704) und deren Sohn, der hannoversche Oberst Ernst Bogislav von Podewils (1651–1718) haben um 1700 die Kirche erneuert und ausgestattet. In dieser Zeit wurde an der Südseite der Patronatschor angebaut.
Die Orgelempore mit bemerkenswertem Schnitzwerk und einem üppig ausgestalteten Orgelprospekt trägt unter anderem die Wappen des oben genannten Ernst Bogislaw von Podewils und dessen Ehefrau geborene von Dewitz mit der Jahreszahl 1703. Die flache Holzdecke ist reich ornamentiert.
Im Jahre 1714 fegte ein Sturm die Spitze samt Kreuz vom Turm und wurde ersetzt. Von den beiden Glocken stammt eine aus dem Jahr 1599, die andere ist noch älter.

## Innenausstattung
Der geschnitzte Altar stammt aus dem Jahre 1686. Über der Predella mit dem Abendmahl befindet sich das gerahmte Mittelfeld mit einer Gruppe des Gekreuzigten Christus. Links und rechts sind Altarwangen mit Adelswappen zu sehen, und im kleineren Obergeschoss ein Gemälde mit der Grablegung und dem Triumphierenden Christus. 
Hinter dem Altar ist eine schlichte Empore eingezogen – ein Zeichen dafür, dass der Chor nicht nur dem Geistlichen vorbehalten, sondern der Gemeinde dienstbar ist.
Von der alten Kirche ist ein spätgotischer Schnitzaltar mit Maria und dem Kind erhalten.
Die Predigtkanzel ist 15 Jahre jünger als der Altar. Die Felder der Treppenwange und der Kanzelkörper sind mit Figuren geschmückt.
Mehrere Epitaphe erinnern mit Bildern und Inschriften an die von Podewilschen Familienangehörigen als Stifter der Ausstattung, zu der auch ein überlebensgroßes Kruzifix aus Holz, mehrere Leuchterpaare sowie Abendmahlskelche zählen.
Im Jahre 1930 wurde das Innere der Suckower Dorfkirche mit großem Aufwand renoviert.

## Kirchspiel/Pfarrei

### Kirchengemeinde
Das Suckower Gotteshaus war bis 1945 die Pfarrkirche für das die Gemeinden Suckow, Jannewitz (Janiewiece), Lantow (Łętowo) und Quäsdow (Gwiazdowo) (jeweils mit Nebenorten) umfassende evangelische Kirchspiel Suckow im Kirchenkreis Schlawe der Kirchenprovinz Pommern der Kirche der Altpreußischen Union. Im Jahre 1940 zählte es 2127 Gemeindeglieder. Vor 1945 war die überwiegende Mehrheit der Einwohner im Kirchspiel evangelischer Konfession. Die katholische Minderheit besuchte die – 1928 neu errichtete – Pfarrkirche St. Antonius in Schlawe.
Nach 1945 kehrten sich die Verhältnisse um: seither leben hier überwiegend römisch-katholische Gemeindeglieder, die am 7. April 1946 die Kirche in Żukowo in Dienst nahmen und sie der Verklärung des Herrn (kościół Przemienienia Pánskiego) weihten. Bis 1957 war sie Filialkirche der St.-Antonius-Pfarrei in Schlawe, bis am 2. Juli 1957 in Żukowo eine eigene Pfarrei (Parafia) errichtet wurde. Sie gehört heute zum Dekanat Sławno im Bistum Köslin-Kolberg der Katholischen Kirche in Polen. Zu ihr gehören 1677 Pfarrangehörige. Die wenigen evangelischen Einwohner sind dem Kirchspiel Koszalin (Köslin) in der Diözese Pommern-Großpolen der Evangelisch-Augsburgischen Kirche in Polen zugeordnet.

### Pfarrer
Bis 1945 amtierten in Suckow evangelische Geistliche, seither (nach einer Übergangszeit von 12 Jahren) katholische Amtsträger:
1. Gregorius, ca. 1546–1564
2. Titus Götzke, 1564–1573
3. Martin Grüneberg, 1579–1590
4. Andreas Stöckmann, 1590–1599
5. Gabriel Thamme, 1599–?
6. Paul Thamme (Sohn von 5.), ?–1668
7. Nikolaus Pohlemann, 1668–1695
8. Jakob Christian Strenge, 1696–1719
9. Michael Meyer, 1720–1759
10. Jakob Gottlieb Meyer, 1759–1793
11. Kaspar Friedrich Weber, 1794–1827
12. Heinrich Neumann, 1827–1864
13. Johannes Richard Baltzer, 1864–1890
14. Otto Müller, 1891–1928
15. Erich Mett, 1928–1945
16. Maciej Małecki, 1957–1960
17. Józef Dulak, 1960–1971
18. Mieczysław Gruchała, 1971–1985
19. Stanisław Pecnik, 1985–1993
20. Ryszard Szczygiel, 1993–2003
21. Wiktor Pośnik, seit 2003